# نقا البقمي
نقا ناهض البقمي (بالإنجليزية: Naqa Al-Boqami)‏؛ مواليد 9 مايو 1987 في ، السعودية، هو لاعب كرة قدم سعودي.
لعب سابقاً لنادي عكاظ و نادي الوحدة و نادي وج و نادي التقدم .